# Antoine de Gabrielli de Gubbio
 (juillet 2025).
Antoine de Gabrielli de Gubbio, né à Paris le 4 janvier 1959, est un expert du travail et de ses implications dans la vie des familles et des  couples.
Il intervient dans le monde du travail et les médias sur l'égalité professionnelle entre hommes et femmes.

## Biographie

### Famille

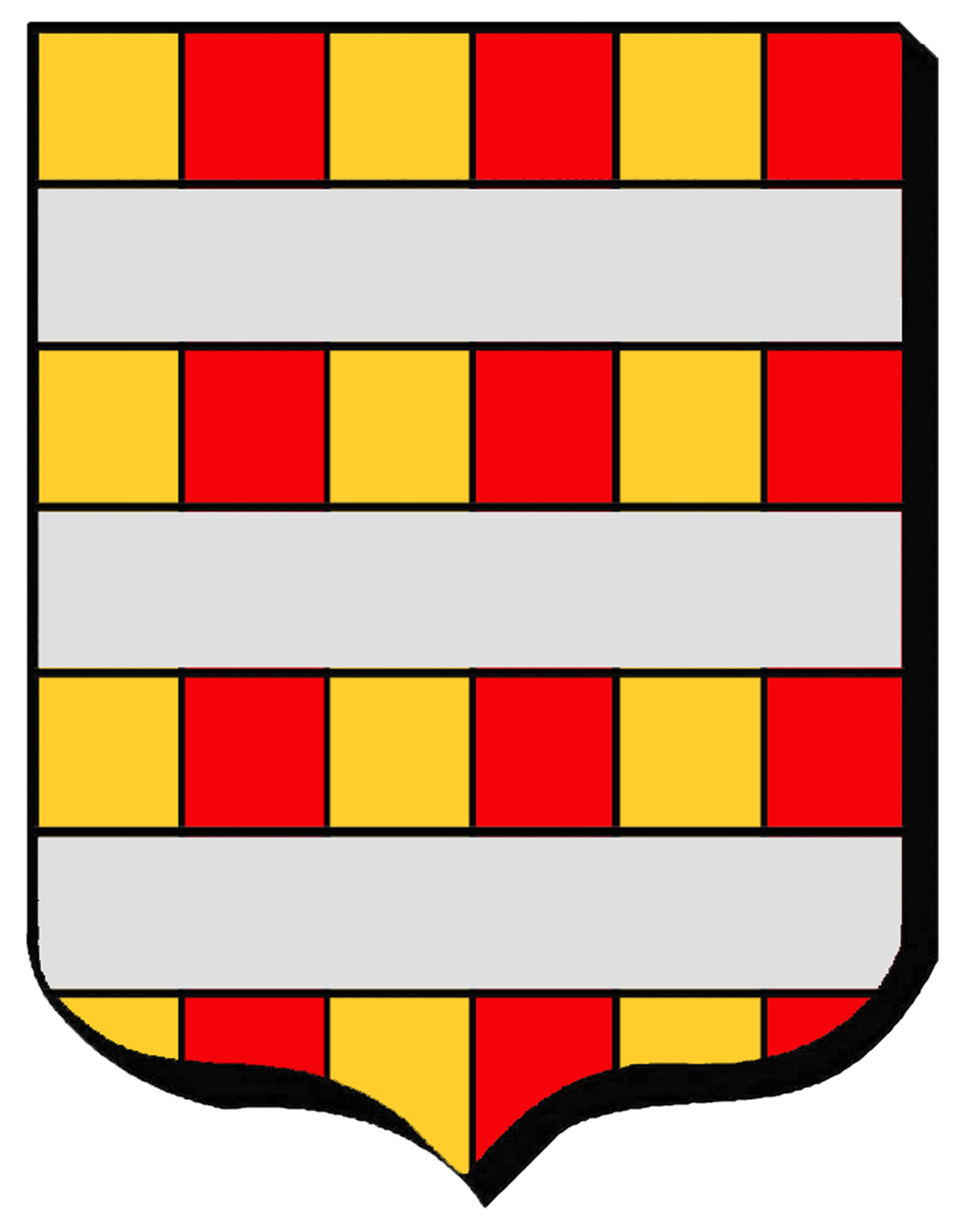
Blason Famille de Gabrielli de Gubbio

Antoine de Gabrielli de Gubbio est issu d'une vieille famille aristocratique italienne, originaire de Gubbio, en Ombrie. Cante de' Gabrielli da Gubbio, Podestat de Florence, son aïeul, prononce l'exil de Dante en 1302 de Florence.
A l'occasion du 700e anniversaire de l'exil de Dante, en septembre 2017, le maire de Gubbio, Filippo Stirati, invite Antoine de Gabrielli à débattre avec Sperello di Serego Alighieri, astrophysicien, descendant du poète. En 2021, il défend à Florence son ancêtre Cante Gabrielli lors de la révision du procès de Dante initiée par l’avocat florentin Alessandro Traversi.

### Activité professionnelle
En 2000, il fonde Companieros, entreprise de formationqui se spécialise au fil du temps sur la question du sens au travail, de l’égalité professionnelle entre hommes et femmes et de l’intégration professionnelle des personnes handicapées.
En 2009, il décide de se consacrer à la question de l’égalité professionnelle entre hommes et femmes. Companieros crée un dispositif de formation "en cordées" à l’égalité professionnelle, programme suivi depuis par de nombreux étudiants ou cadres. En 2011, il fonde l’association Mercredi-c-papa,, afin de favoriser dans le monde syndical et politique une réflexion sur la nécessité d'impliquer des hommes dans les politiques d'égalité professionnelle. Dans ce cadre, il développe trois concepts explicatifs : le plancher de verre des cadres dirigeants, le système des vases communicants entre temps des pères et des mères et les pratiques dites "déclusives", qui nuisent à l'inclusion des femmes dans le monde du travail. En 2011, l’Assemblée Nationale l'auditionne sur la question de la conciliation entre vie professionnelle et vie familiale. En 2012 et 2013,, il participe au Comité égalité hommes-femmes,,, du Medef. Parallèlement, il lance,, Happy Men Share More afin de mobiliser les pères de famille sur les questions d'égalité professionnelle,. En 2017,, invité par l’Institut français du Japon, il participe à un cycle de rencontres universitaires et professionnelle sur la question de l’égalité professionnelle entre hommes et femmes au Japon.
En 2019, Antoine de Gabrielli quitte Companieros et décide de se consacrer exclusivement à l’écriture.

## Publications
- Antoine de Gabrielli, S'émanciper à deux : Le couple, le travail et l’égalité, France, Éditions du Rocher, 2024, 210 p. (ISBN 9782268110004, présentation en ligne)[40] ,[41] ,[42],[43].